# Jean Duhamel
Pour les articles homonymes, voir Duhamel.
Jean Duhamel, dit le Santeuil de la Normandie, né à Vire et mort après 1734, est un poète français.

## Biographie
Professeur d’éloquence au collège des Grassins, Duhamel était auteur de poèmes latins. Il publia une édition d’Horace avec des notes en 1720. Il a publié également plusieurs pièces détachées de poésie latine d’un goût exquis.
Son Ode sur le cidre, composée en latin, lors de la fameuse dispute sur la préférence des vins de Champagne et de Bourgogne, fut très applaudie : il la traduisit peu de temps après en vers français. Cette traduction, qui a paru dans le Mercure en 1728 (p. 1363-8), égale au moins l’original.

## Pour approfondir